# ۳۶ محله چینی‌ها
۳۶ محله چینی‌ها (به هندی: 36 China Town) فیلمی محصول سال ۲۰۰۶ و به کارگردانی عباس-موستان است. در این فیلم بازیگرانی همچون شاهد کاپور، آکشای کانا، کارینا کاپور، ایشا کوپیکار، آپن پاتل، پارش راوال، پایال روهاتگی، جانی لور، طناز ایرانی، راجندرانات زوتشی ایفای نقش کرده‌اند.